# Stolephorus teguhi
Stolephorus teguhi is een straalvinnige vissensoort uit de familie van de ansjovissen (Engraulidae). De wetenschappelijke naam van de soort is voor het eerst geldig gepubliceerd in 2009 door Kimura, Hori & Shibukawa.